# Luigi Testore
Luigi Testore (Costigliole d'Asti, 30 aprile 1952) è un vescovo cattolico italiano, dal 19 gennaio 2018 vescovo di Acqui.

## Biografia
Nasce a Costigliole d'Asti, in provincia e diocesi di Asti, il 30 aprile 1952.

### Formazione e ministero sacerdotale
Trasferitosi a Saronno e conseguita la maturità scientifica, entra nel seminario arcivescovile di Milano, dove consegue il baccalaureato in teologia.
L'11 giugno 1977 è ordinato presbitero, nella cattedrale di Milano, dal cardinale Giovanni Colombo, arcivescovo metropolita di Milano.
Ricopre vari incarichi nell'arcidiocesi: insegnante di lingue nel Seminario minore di Seveso dal 1977 al 1980; segretario particolare del cardinale Carlo Maria Martini dal 1980 al 1986; vice-direttore dell'ufficio amministrativo dal 1986 al 1988; responsabile dell'ufficio contabilità unificata dal 1988 al 1995; direttore dell'ufficio amministrativo dal 1990 al 1995; economo diocesano e vicario episcopale di settore dal 1995 al 2012; presidente della Caritas Ambrosiana dal 2005 al 2013; coordinatore della pastorale delle parrocchie milanesi di San Bartolomeo, Santa Maria Incoronata, San Simpliciano e Santa Maria del Carmine dal 2006 al 2013; parroco di San Marco in Milano dal 2012 al 2016; responsabile della comunità pastorale "Beato Paolo VI" dal 2017 alla sua ordinazione episcopale.
Il 24 maggio 2003 amministra la cresima, nella chiesa di Santa Maria Segreta a Milano, al beato Carlo Acutis.
Assume, inoltre, la presidenza di vari enti diocesani: Consiglio per la Cassa diocesana Legati dal 1994 al 2006; Consiglio di amministrazione della G.S.C. Srl dal 1994 al 2008; Consiglio di amministrazione dell'Opera Pia delle Chiese e case Povere dal 1995 al 2007; Commissione tecnica dal 1997 al 2001; Consiglio di amministrazione dell'Opera diocesana per la preservazione e diffusione della fede dal 2001 al 2006, della quale era stato anche direttore dal 1995 al 2001; Consiglio di amministrazione della Fondazione Caritas Ambrosiana dal 2005 al 2013; Consiglio di amministrazione della Fondazione Luigi Moneta, dal 2006 al 2013. È anche amministratore della Fondazione "G.B. Guzzetti onlus".
È, infine, membro di diversi Consigli e Commissioni diocesane: Consiglio presbiterale dal 1990 al 1995; Consiglio degli affari economici dal 1989 al 1995; Consiglio episcopale dal 1995 al 2012; Commissione arcivescovile per le nuove figure di ministerialità laicale dal 1997 al 2006; Congregazione di Conservatori della Veneranda Biblioteca Ambrosiana dal 1995 al 1997 e dal 1998 al 2007, e Consiglio di amministrazione della Fondazione Carlo Maria Martini dal 2013 al 2016. Il 10 febbraio 1996 papa Giovanni Paolo II gli conferisce il titolo onorifico di prelato d'onore di Sua Santità.

### Ministero episcopale
Il 19 gennaio 2018 papa Francesco lo nomina vescovo di Acqui; succede a Pier Giorgio Micchiardi, dimessosi per raggiunti limiti di età. Il 24 febbraio dello stesso anno riceve l'ordinazione episcopale, nella basilica di Sant'Ambrogio a Milano, da Mario Delpini, arcivescovo metropolita di Milano, co-consacranti Carlo Roberto Maria Redaelli, arcivescovo metropolita di Gorizia e amministratore apostolico di Acqui, ed Erminio De Scalzi, vescovo ausiliare di Milano. L'11 marzo successivo prende possesso canonico della diocesi.
È delegato per la catechesi della Conferenza episcopale piemontese.
Il 2 novembre 2020 è nominato presidente del consiglio di amministrazione dell'Istituto centrale per il sostentamento del clero; entra in carica il 1º gennaio 2021.

## Genealogia episcopale
La genealogia episcopale è:
- Cardinale Scipione Rebiba
- Cardinale Giulio Antonio Santori
- Cardinale Girolamo Bernerio, O.P.
- Arcivescovo Galeazzo Sanvitale
- Cardinale Ludovico Ludovisi
- Cardinale Luigi Caetani
- Cardinale Ulderico Carpegna
- Cardinale Paluzzo Paluzzi Altieri degli Albertoni
- Papa Benedetto XIII
- Papa Benedetto XIV
- Papa Clemente XIII
- Cardinale Enrico Benedetto Stuart
- Papa Leone XII
- Cardinale Chiarissimo Falconieri Mellini
- Cardinale Camillo Di Pietro
- Cardinale Mieczysław Halka Ledóchowski
- Cardinale Jan Maurycy Paweł Puzyna de Kosielsko
- Arcivescovo Józef Bilczewski
- Arcivescovo Bolesław Twardowski
- Arcivescovo Eugeniusz Baziak
- Papa Giovanni Paolo II
- Cardinale Carlo Maria Martini, S.I
- Cardinale Dionigi Tettamanzi
- Arcivescovo Mario Delpini
- Vescovo Luigi Testore